# Олигодинамический эффект

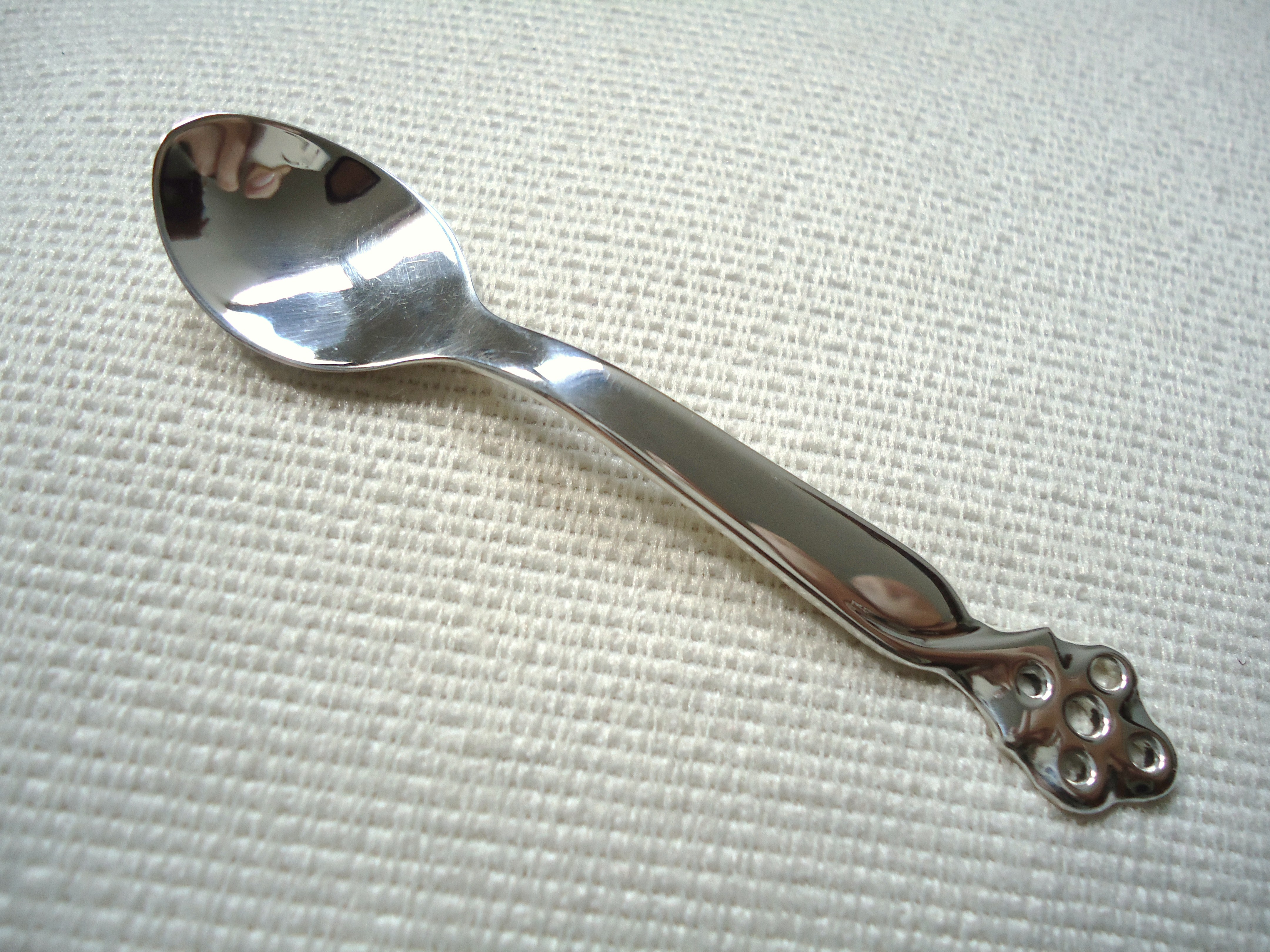
Серебряные ложки самостерилизуются благодаря олигодинамическому эффекту.

Олигодинамический эффект (греч. oligos — малый, греч. dynamis — сила, то есть «действующий в малых количествах»), также олигодинамическое действие — токсическое воздействие ионов металлов на живые клетки, водоросли, плесень, споры, грибы, вирусы, прокариотные и эукариотные микроорганизмы, даже в относительно малых концентрациях. Был открыт в 1893 году швейцарцем Карлом Вильгельмом фон Негели. Такой антимикробный эффект демонстрируют ионы ртути, серебра, меди, железа, свинца, цинка, висмута, золота, алюминия и других металлов.

## Механизм
Ионы металла, особенно тяжелого, проявляют такой эффект. Точный механизм этого действия пока не известен. Данные исследований серебра показывают, что эти ионы денатурируют ферменты целевой клетки или организма, привязываясь к реактивным группам и вызывая их осаждение и деактивацию. Серебро деактивирует ферменты, реагируя с тиольными группами и образуя сульфиды. Серебро также реагирует с амино-, карбоксильными, фосфатными и имидазольними группами и замедляют активность лактатдегидрогеназы и глутатионпероксидазы. Бактерии обычно подвергаются воздействию олигодинамического эффекта, а вирусы — нет.

## Применение
Некоторые металлы, такие как серебро, медь и ее сплавы, известные как более ядовитые для бактерий чем другие, такие как нержавеющая сталь и алюминий, и поэтому они используются в фильтрах бассейнов и спа.
Многие инфекции распространяются через дверные ручки. Латунные ручки дезинфицируют себя примерно за восемь часов, в то время как нержавеющие и алюминиевые — никогда. Таким образом нелакированные латунные ручки лучше отвечают санитарным требованиям. Этот эффект может быть очень важным для больниц и полезным в любом доме.
Серебро способно сохранять питьевую воду в течение нескольких месяцев. По этой причине водные резервуары кораблей и самолетов часто серебрят.